# Федулов, Николай Петрович
Николай Петрович Федулов (1932 — 2001) — передовик советского сельского хозяйства, cкотник-пастух колхоза имени Сталина Луховицкого района Московской области, Герой Социалистического Труда (1949).

## Биография
Родился в 1932 году в Луховицком района Московской области, в русской крестьянской семье.
В 1939 году вся семья переехала жить в селе Дединово этого же района. С детских лет Николай оказывал помощь в содержании скота, занимался выпасом коз.
В 1945 году правление колхоза имени Сталина приняло решение взять его 13-ти летнего мальчика на работу подпаском, а уже через год он стал пастухом. 
Он ввёл раздельный выгул скота, разбив пастбище на участки. Наливные луга и обширная зелень способствовала хорошему питанию животных. Надои получаемые в смену Федулова отличались высокой продуктивностью. Уже в 17 лет он был отмечен высокой государственной наградой.   
Указом Президиума Верховного Совета СССР от 7 апреля 1949 года за достижение высоких показателей в производстве продукции сельского хозяйства Николаю Петровичу Федулову было присвоено звание Героя Социалистического Труда с вручением ордена Ленина и медали «Серп и Молот».
Позже окончив двухгодичные курсы по подготовке техников по искусственному осеменению животных, стал трудиться бригадиром животноводов. 
В 1951 году был призван в Советскую Армию. Службу проходил в артиллерийской части. Уволившись в запас в звании старшины, он вновь вернулся работать бригадиром в колхоз. Чуть позже работал плотником в строительном цеху. В 1968 году стал скотником, а последние 20 лет работал слесарем по ремонту животноводческого оборудования.  
Проживал в селе Дедино. Умер в 2001 году.

## Награды
За трудовые и боевые успехи был удостоен:
- золотая звезда «Серп и Молот» (07.04.1949)
- орден Ленина (07.04.1949)
- другие медали.